# Cowie (Stirling)
Pour les articles homonymes, voir Cowie.
Cowie est un village situé dans le Stirling, en Écosse.

## Source
- (en) Cet article est partiellement ou en totalité issu de l’article de Wikipédia en anglais intitulé « Cowie, Stirling » (voir la liste des auteurs).